# 포트 FC
포트 FC(태국어: การท่าเรือ, 영어: Port FC)는 1967년에 창단된 태국 방콕의 축구 클럽이다. 현재는 타이 리그1에 참가하고 있다. 이전엔 싱타루아 FC라는 이름을 사용하였다.

## 성적
- 꼬르 로얄컵: 우승 8회 (1968, 1972, 1974, 1976, 1978, 1979, 1985, 1990)
- 퀸스컵: 우승 6회 (1977, 1978, 1979, 1980, 1987, 1993)
- 태국 FA컵: 우승 2회 (2009, 2019)

## 선수 명단

### 현역
참고: FIFA 자격 규정에 따라 소속된 국가대표팀 국기를 표시합니다. 선수는 복수의 FIFA 비회원국 국적을 가지고 있을 수 있습니다.
| 번호 | 포지션 | 국적       | 이름              |
| ---- | ------ | ---------- | ----------------- |
| 3    | DF     | 인도네시아 | 아스나위 망쿠알람 |
| 17   | DF     | 싱가포르   | 이르판 판디       |
| 33   | DF     |            | 시무라 노보루     |

| 번호 | 포지션 | 국적 | 이름 |
| ---- | ------ | ---- | ---- |

## 역대 감독
| 감독              | 임기        |
| ----------------- | ----------- |
| 랑산 비왓차이초크 | 2023 ~ 2024 |
| 랑산 비왓차이초크 | 2024 ~      |
| 알렉산드레 가마   | 2025 ~      |